# John Humphrey Small

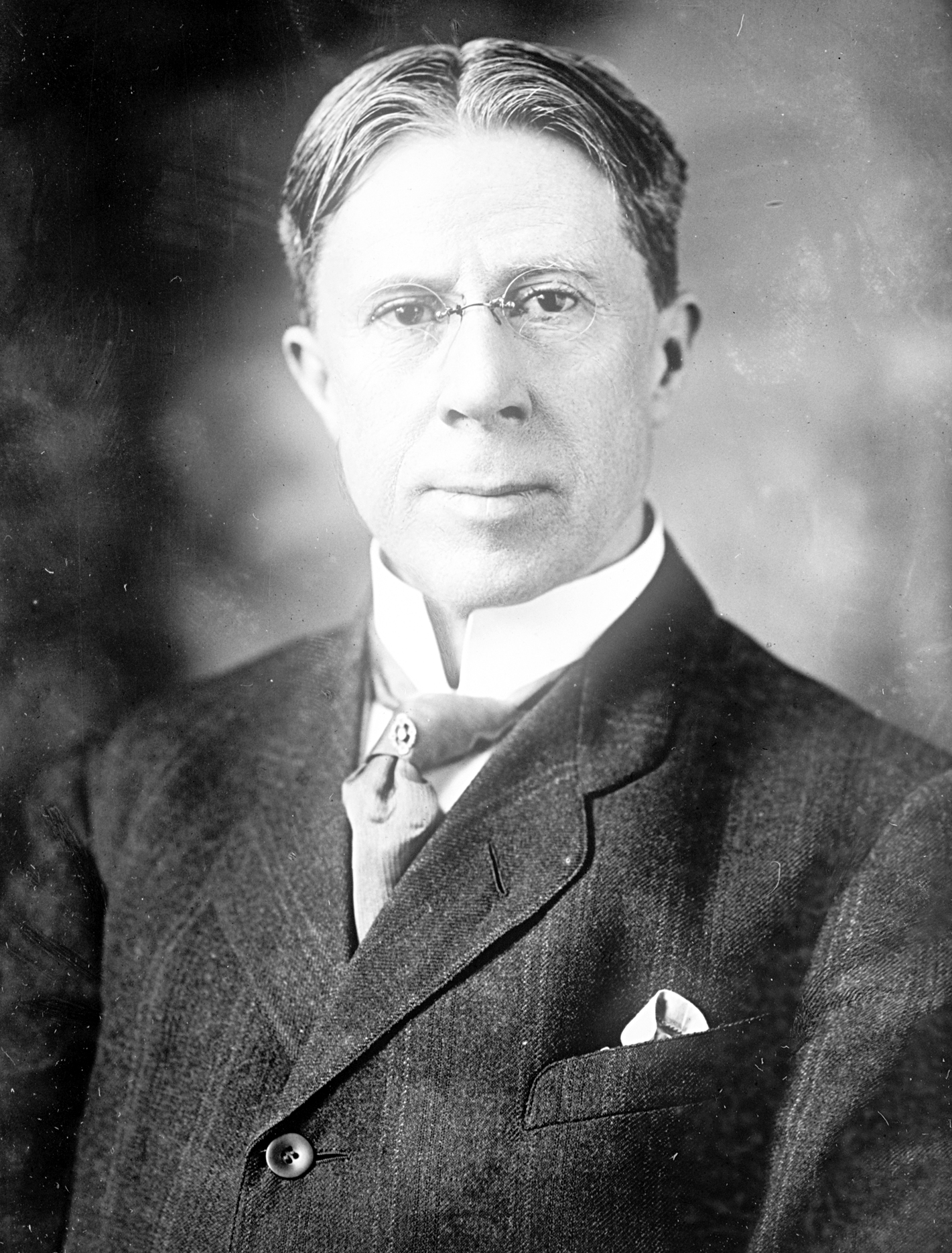
John Humphrey Small

John Humphrey Small (* 29. August 1858 in Washington, North Carolina; † 13. Juli 1946 ebenda) war ein US-amerikanischer Politiker. Zwischen 1899 und 1921 vertrat er den Bundesstaat North Carolina im US-Repräsentantenhaus.

## Werdegang
John Small besuchte zunächst private Schulen und studierte dann am Trinity College, der heutigen Duke University, in Durham. Zwischen 1876 und 1880 war er als Lehrer tätig. Nach einem anschließenden Jurastudium und seiner 1881 erfolgten Zulassung als Rechtsanwalt begann er in Washington in diesem Beruf zu arbeiten. Im gleichen Jahr wurde er Verwaltungsangestellter beim Senat von North Carolina. Außerdem war Small Schulrat im Beaufort County. Zwischen 1882 und 1885 fungierte er als Staatsanwalt am Bezirksgericht dieses Kreises. Von 1883 bis 1886 gab Small auch die Zeitung „Washington Gazette“ heraus. Zwischen 1888 und 1896 gehörte er dem Kreisrat des Beaufort County an. In seiner Heimatstadt Washington war er von 1887 bis 1890 Stadtrat; in den Jahren 1889 und 1890 amtierte er dort auch als Bürgermeister.
Small war Mitglied der Demokratischen Partei. Zwischen 1889 und 1920 nahm er als Delegierter an allen regionalen demokratischen Parteitagen in North Carolina teil. Bei den Kongresswahlen des Jahres 1898 wurde er im ersten Wahlbezirk von North Carolina in das US-Repräsentantenhaus in Washington, D.C. gewählt, wo er am 4. März 1899 die Nachfolge von Harry Skinner antrat. Nach zehn Wiederwahlen konnte er bis zum 3. März 1921 elf Legislaturperioden im Kongress absolvieren. In diese Zeit fiel der Erste Weltkrieg. Zwischen 1913 und 1920 wurden der 16., der 17., der 18. und der 19. Verfassungszusatz ratifiziert. Zwischen 1917 und 1919 war John Small Vorsitzender des Ausschusses, der sich mit den Flüssen und Häfen des Landes befasste (Committee on Rivers and Harbors).
Im Jahr 1920 verzichtete Small auf eine erneute Kandidatur. Bis 1931 blieb er in der Bundeshauptstadt Washington, wo er als Rechtsanwalt praktizierte. Danach kehrte er in die gleichnamige Stadt in North Carolina zurück, wo er am 13. Juli 1946 verstarb.